# 华西复叶耳蕨
华西复叶耳蕨（学名：Arachniodes simulans）也称大姚复叶耳蕨、仁昌复叶耳蕨、片马复叶耳蕨、灌县复叶耳蕨、漾濞复叶耳蕨、金佛山复叶耳蕨、印江复叶耳蕨、江西复叶耳蕨、五回复叶耳蕨、泸水复叶耳蕨，为鳞毛蕨科复叶耳蕨属下的一个植物种。